# کراش باندیکوت ۴: دیگه وقتشه
کراش باندیکوت ۴: دیگه وقتشه (انگلیسی: Crash Bandicoot 4: It's About Time) یک بازی ویدئویی در سبک سکوبازی است که توسط اکتیویژن و در تاریخ ۲ اکتبر ۲۰۲۰ برای پلی‌استیشن ۴ و اکس‌باکس وان، در تاریخ ۱۲ مارس ۲۰۲۱ برای نینتندو سوئیچ، پلی‌استیشن ۵ و اکس‌باکس سری اکس و سری اس و در تاریخ ۲۶ مارس ۲۰۲۱ برای مایکروسافت ویندوز منتشر شد.

## داستان
داستان کراش باندیکوت ۴: دیگه وقتشه درست پس از قسمت سوم این سری بازی اتفاق می‌افتد، زمانی که دکتر نئو کورتکس، دکتر ان. تروپی و اوکا-اوکا از زندان فضا-زمانی که در آن حبس شده بودند، فرار می‌کنند و در نتیجهٔ آن، باعث به وجود آمدن شکافی در زنجیرهٔ فضا-زمان می‌شوند. بازیکن در نقش شخصیت‌های کراش و کوکو وظیفه دارد تا به کمک چهار ماسک کوانتومی که در قسمت‌های قبلی وجود داشتند، دنیا را به حالت قبل برگرداند و آن سه نفر را مثل همیشه به سزای اعمال خود برساند.